# Techniques de l'estampe
Les techniques d'impression existent depuis l'apparition de l'imprimerie sur tissu, au VIe siècle ; si les Japonais et les Chinois semblent avoir été les premiers à trouver des techniques pour reproduire des images, ce n'est qu'au XIVe siècle que des techniques de l'estampe en tant que telles apparaissent en Occident.
Généralement inspirées des techniques d'orfèvrerie, avec des procédés tels que le burin, qui ont été utilisés depuis le XIe siècle, et regroupés en deux familles — la taille d'épargne et la taille-douce —, auxquelles on ajoute parfois la gravure à plat, les techniques de gravure et d'impression ont sans cesse évolué au fil du temps, grâce à des artistes qui cherchaient les perfectionner ou à innover, de même que les supports (métal, bois, etc.).

## Techniques

### Frise générale d'application des techniques en Occident
Voici les périodes significatives d'application des principales techniques de gravure et d'impression :

### Techniques de l'impression en relief
Les techniques d'impression en relief sont les plus anciennes du fait que l'impression en relief est « le plus proche parent du dessin et de l'écriture » : en effet, le support d'impression est celui qui porte la couleur, tout comme le crayon et la plume. Leur datation est imprécise ; les plus anciens documents européens connus datent du XIVe siècle : ces gravures sur bois sont cependant si bien exécutées que l'on suppose que la technique est plus ancienne encore.

#### Techniques d'impression de la gravure sur bois
- Presse typographique : il y a trois sortes de presse typographiques :
  - Presse à platine, où le papier est pressé contre la forme imprimante plane par une surface métallique plane : la platine[3]
  - Machine en blanc, où un cylindre presse le papier sur la forme imprimante plane (ce sont celles qui ont le meilleur rendement)[3]
  - Rotative, où l'impression est effectuée cylindre contre cylindre, dont l'un est la forme imprimante et l'autre guide et presse le papier sans fin contre le premier (ce sont celles qui sont utilisées pour l'impression des journaux)[3]
- Tirage au frotton : il est possible d'imprimer des matrices gravées en relief sans utiliser une presse, par simple frottage[4]

#### Gravure en relief sur métal
La linogravure et la gravure au criblé ne permettant pas des traits suffisamment fins, le métal remplace souvent le bois (par exemple, pour les initiales, les vignettes et les bordures des livres d'heures italiens et français de la fin du XVe siècle.

### Techniques de l'impression en couleur

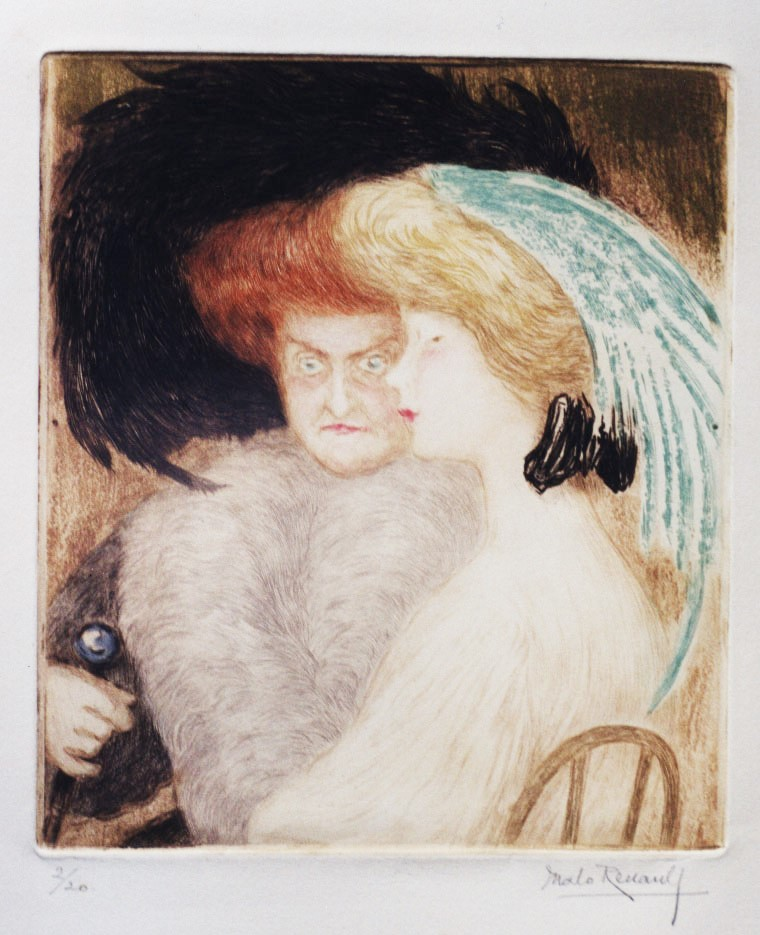
Estampe en couleur de Malo-Renault, méthode par repérage, pointe sèche (1910)

- Estampe en couleur de Malo-Renault, méthode par repérage, pointe sèche (1910)La gravure mono-matrice, l'encrage des couleurs se fait  directement par zones sur une seule plaque gravée (bois ou métal) en utilisant une poupée, un pochoir peut être utilisé pour délimiter les zones.
- La gravure poly-matrice, utilisation plusieurs matrices (généralement 2 à 4 ) gravées en fonction des zones de couleurs prévues et les différentes plaques sont encrées de la couleur définie. Au tirage, le repérage précis est nécessaire pour la bonne superpositions sur le papier et donner le résultat, une        estampe en couleur.
- Le mixte des deux méthodes, pour limiter le nombre de matrice ( à 2 par exemple), l'encrage à la poupée peut être utilisé sur une partie d'une matrice.

## Matériels de l'estampe

### Outils

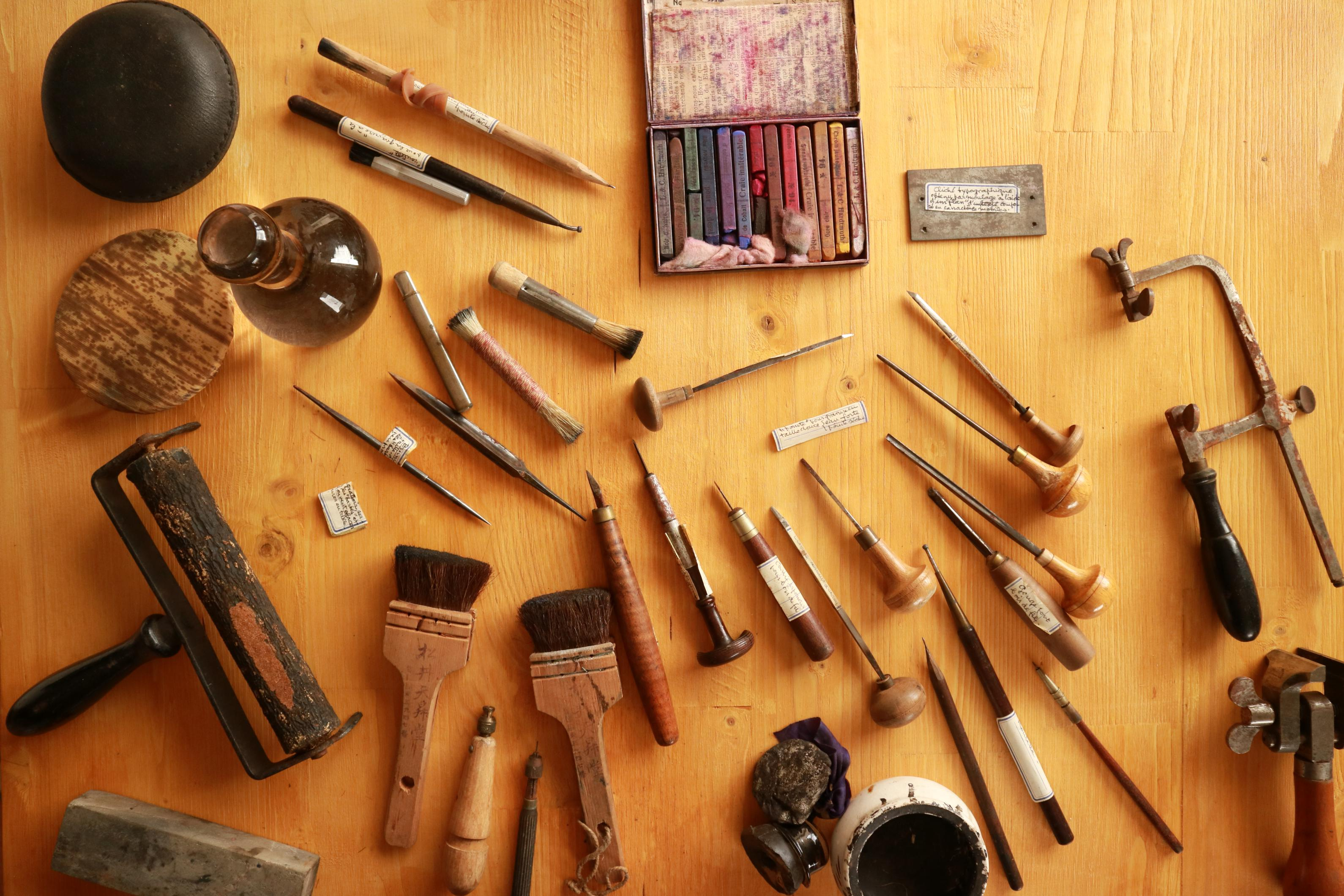
Gouges, pointe sèches, stylets, rouleau encreur, poupées, roulettes, pince-étaux et une boite de pastels

Outils pour la gravure (début du XXe siècle) : gouges, stylets, rouleau encreur...